# トッレ・アルジェンティーナ広場

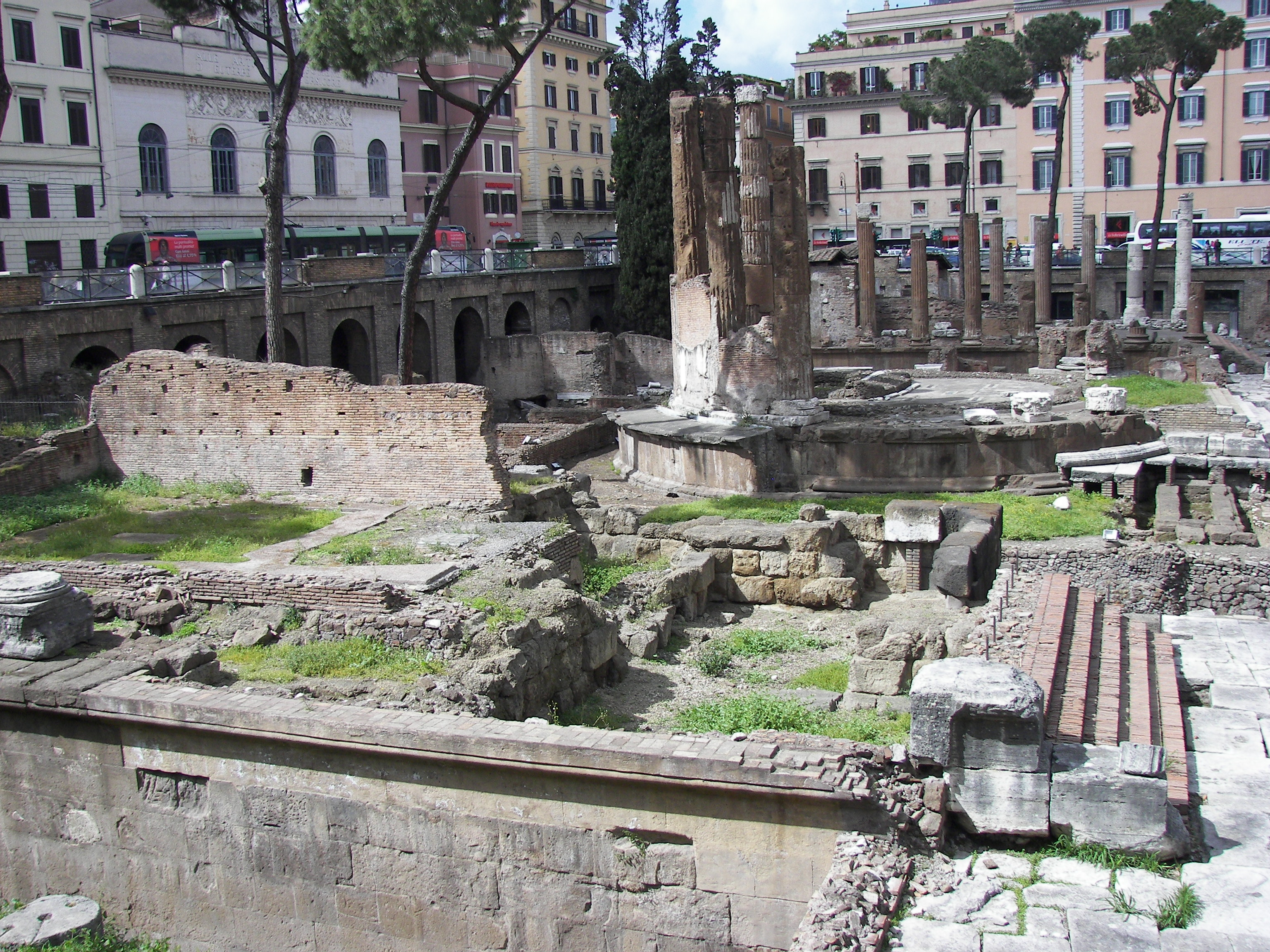
トッレ・アルジェンティーナ広場の「神殿A」（ユートゥルナ神殿）が奥、真ん中が「神殿B」、手前が「神殿C」である。背景にアルジェンティーナ劇場が見えている。

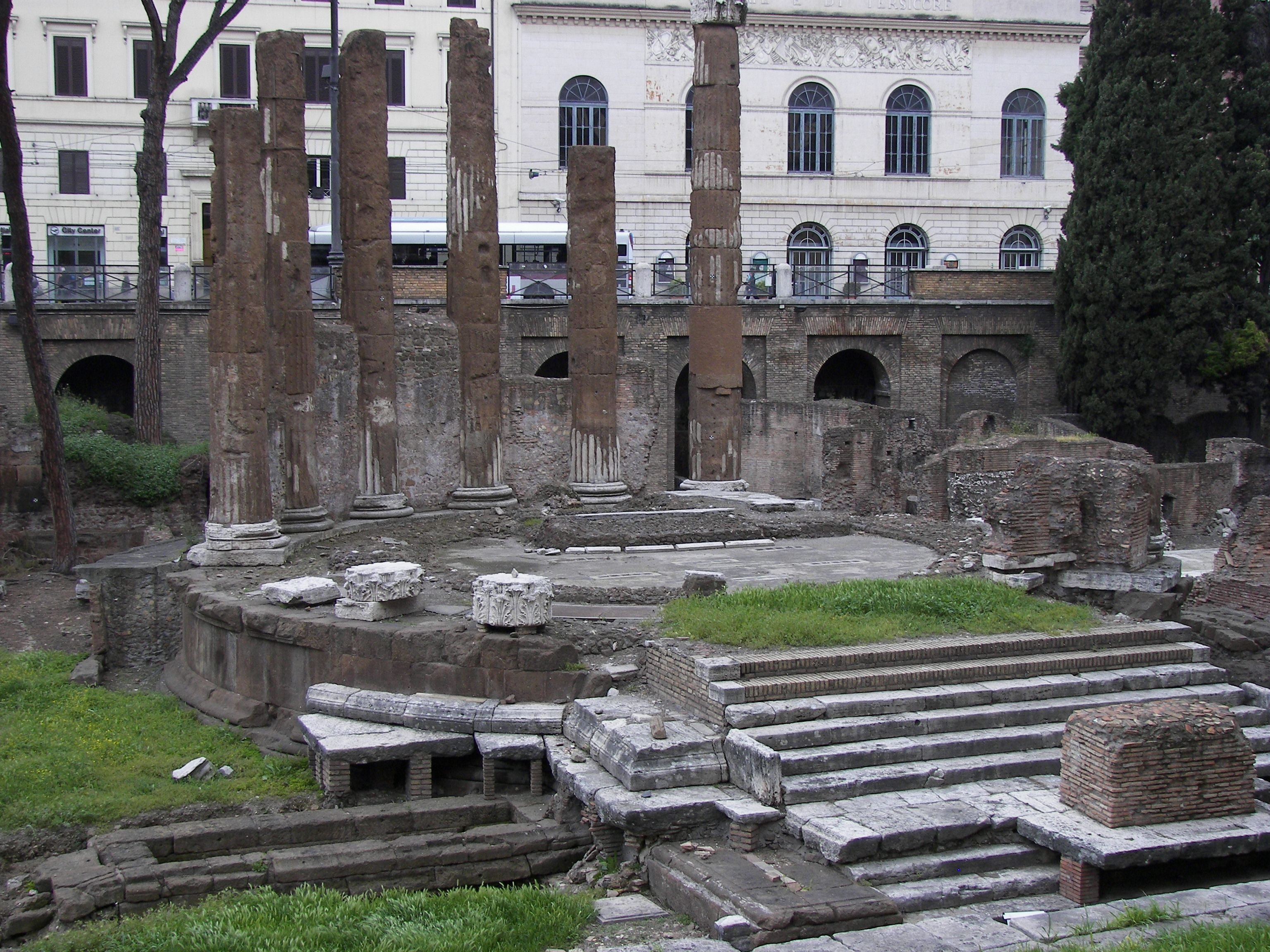
フォルトゥーナの神殿とされる「神殿B」

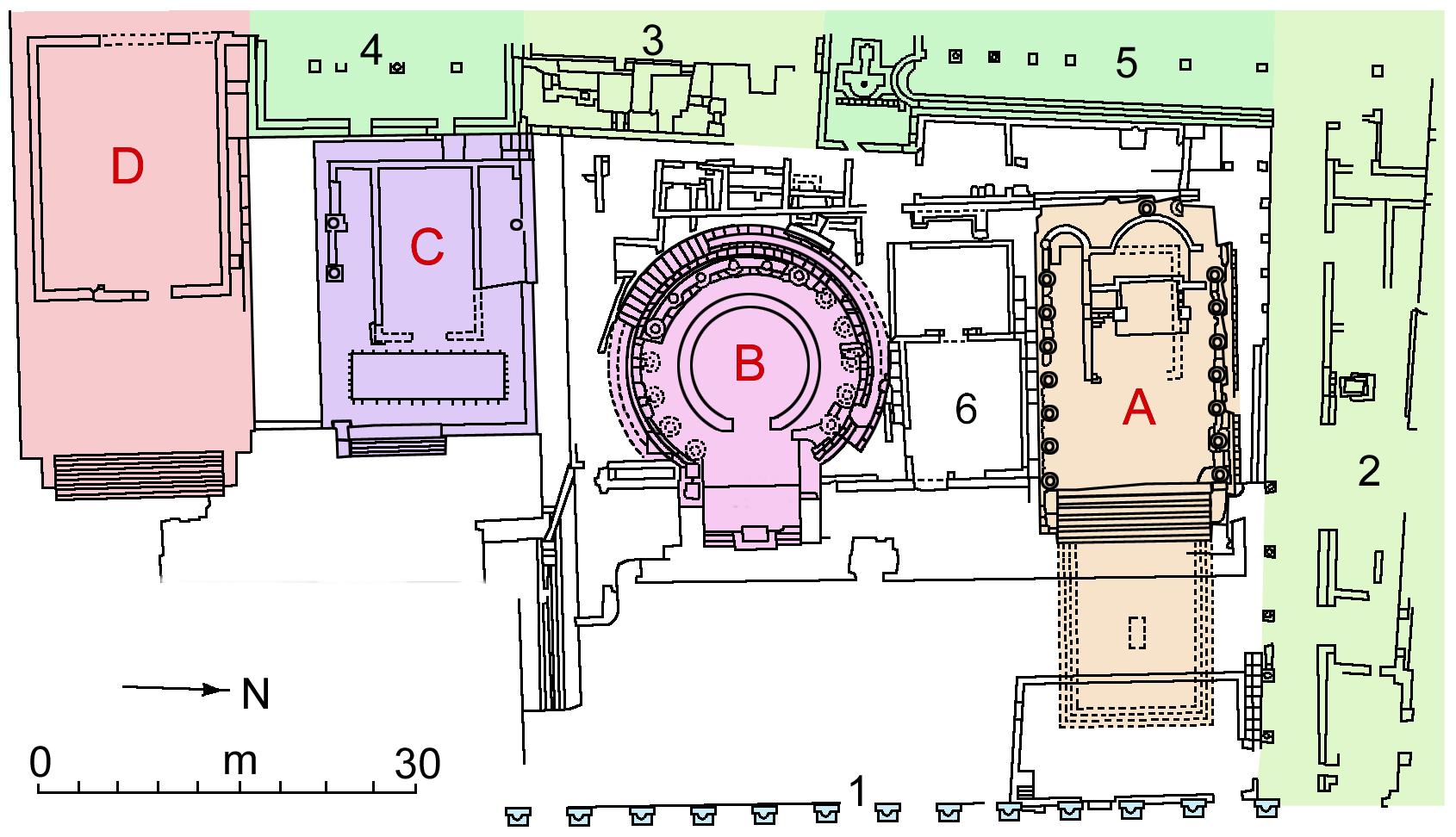
考古学エリアの地図

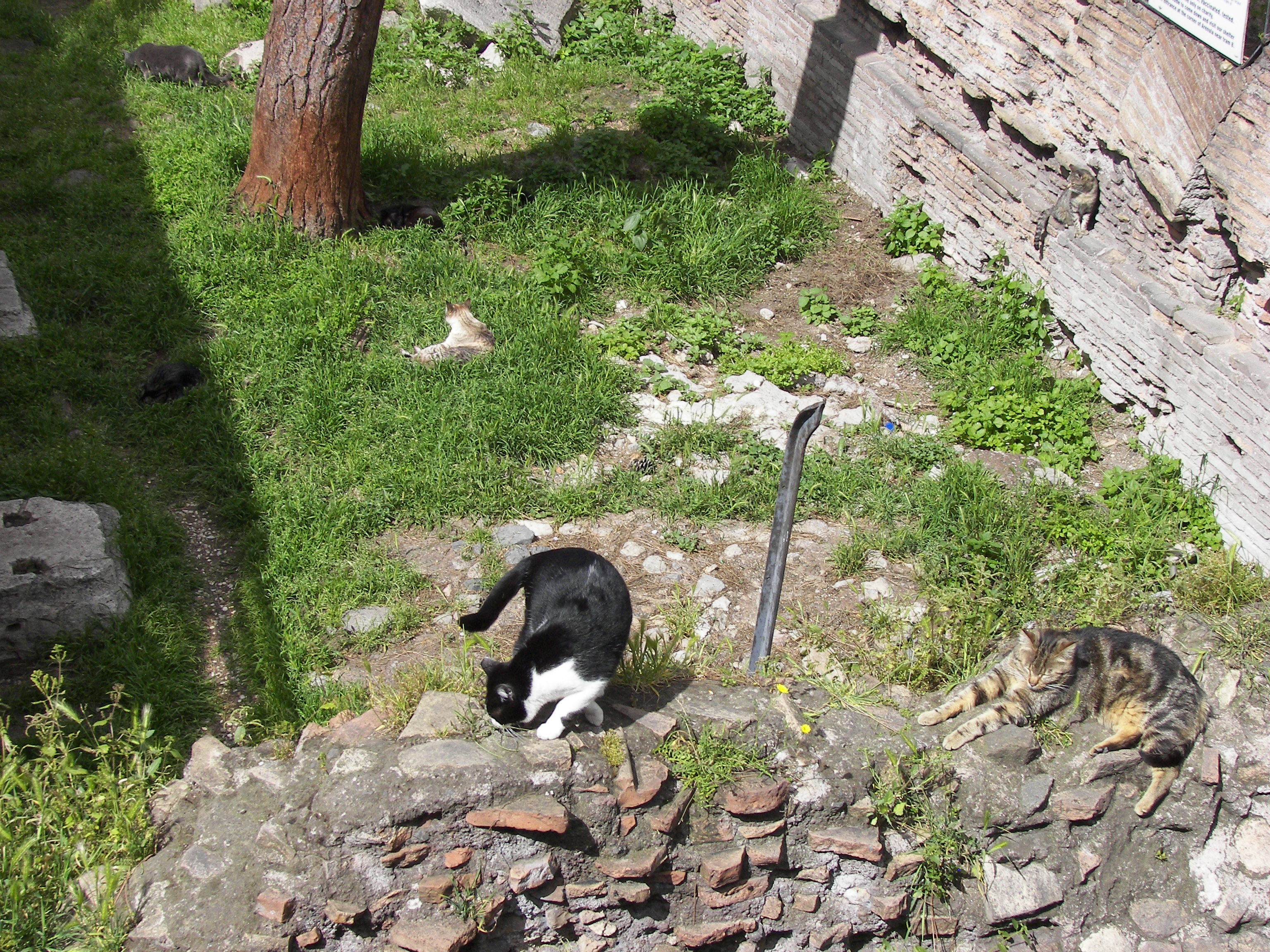
野良猫の避難所

トッレ・アルジェンティーナ広場（Largo di Torre Argentina）は、ローマの広場で、共和政ローマ時代の4つの神殿の遺跡があり、ポンペイウス劇場の一部もある。古代のカンプス・マルティウスに位置している。

## 概要

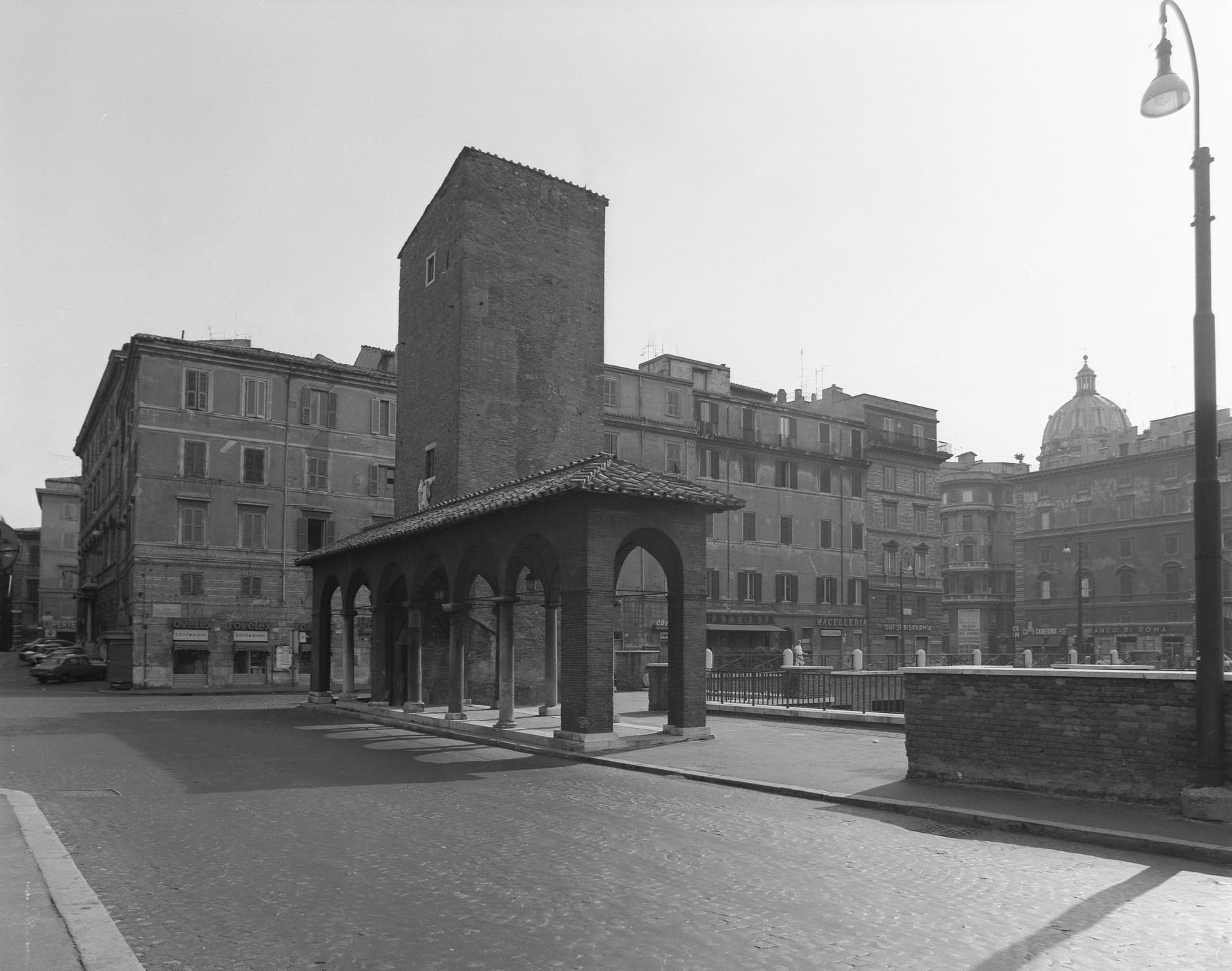
アルジェンティーナ塔

名称は「アルジェンティーナ塔 (Torre Argentina)」に由来する。アルジェンティーナとは、ストラスブールの古い名称「アルゲントラトゥム (Argentoratum)」に由来する。1503年、教皇の祭式係長だったストラスブール出身の Johannes Burckardt がこの広場に隣接する場所に Casa del Burcardo という邸宅を建て、そこにこの塔があった。広場には他にも塔があったが、名称とは無関係である。現在の広場には、対立教皇アナクレトゥス2世が建てたとされる Torre del Papitto（「小さい教皇の塔」の意。背が低い人だったため）がある。
イタリア統一運動後の1909年、ローマの部分的再建が決定され、アルジェンティーナ塔付近は取り壊すことになった。しかしその作業中の1927年、大理石像の大きな頭部と腕部が見つかった。考古学的調査により4つの神殿とポンペイウス劇場の一部が見つかり、そこが共和政ローマ時代の「聖域」だったことが判明した。
ユリウス・カエサルはポンペイウス劇場の敷地内で暗殺されたが、その場所はこの広場内にあると言われていた。2012年10月10日、スペイン国立研究協議会の考古学チームが、カエサルが暗殺された正確な位置を特定したと発表。後継者となったアウグストゥスが暗殺地点に建てさせた幅３メートル、高さ２メートルの構造物を発掘し、「この発見により、カエサルが元老院を主宰中に議事堂で刺されたことが確認された」としている。

## 神殿
4つの神殿は北から順に A、B、C、D とアルファベットが振られている。紀元80年に火災があり、ローマ帝国時代に再建されている。この領域の北には Hecatostylum（百本柱のポーチ）とアグリッパ浴場があり、南にはキルクス・フラミニウスとそれに関連する建物があり、東には大きな列柱で囲まれた Porticus Minucia Frumentaria があり、西にはポンペイウス劇場があった。
「神殿A」は紀元前3世紀の建築で、ガイウス・ルタティウス・カトゥルスが紀元前241年にカルタゴに勝利したことを記念して建てた「ユートゥルナの神殿」と言われている。後に教会に転用されており、そのころの後陣が残っている。
「神殿B」は円形の神殿で6本の柱が残っている。紀元前101年、Quintus Lutatius Catulus がキンブリ人に勝利したことを記念して建てたものである。Aedes Fortunae Huiusce Diei（今日の幸運）と呼ばれ、フォルトゥーナを祭っていた。発掘時に見つかった巨大な女神像はフォルトゥーナ像であり、カピトリーノ美術館に収蔵されている。この女神像は頭部と腕と脚だけが大理石で衣服で覆われた他の部分はブロンズ製である。
「神殿C」は最も古く、紀元前4世紀から紀元前3世紀のものとされ、豊穣の女神フェーローニアの神殿ではないかと言われている。紀元80年の火災後に再建されており、内部に見られる白と黒のモザイクはこの修復時のものである。
「神殿D」は最も大きく、紀元前2世紀の建築だが共和政後期に修復されている。ラレース（航海の守護神 Lares Permarini）の神殿だが、そのほとんどは道路の下にあり、一部しか発掘されていない。

## 18世紀の歌劇場
1732年には広場に面した場所にアルジェンティーナ劇場という歌劇場が建設された。多くのオペラがこの劇場で初演されている。例えばジョアキーノ・ロッシーニの『セビリアの理髪師』（1816年）、ジュゼッペ・ヴェルディの『二人のフォスカリ』（1844年）と『レニャーノの戦い』（1849年）などがある。

## 野良猫の避難所
この広場の周辺には野良猫が多いため、この広場には Torre Argentina Cat Sanctuary と呼ばれる野良猫の保護施設がある。市内に４か所ある猫コロニーのうちのひとつである。

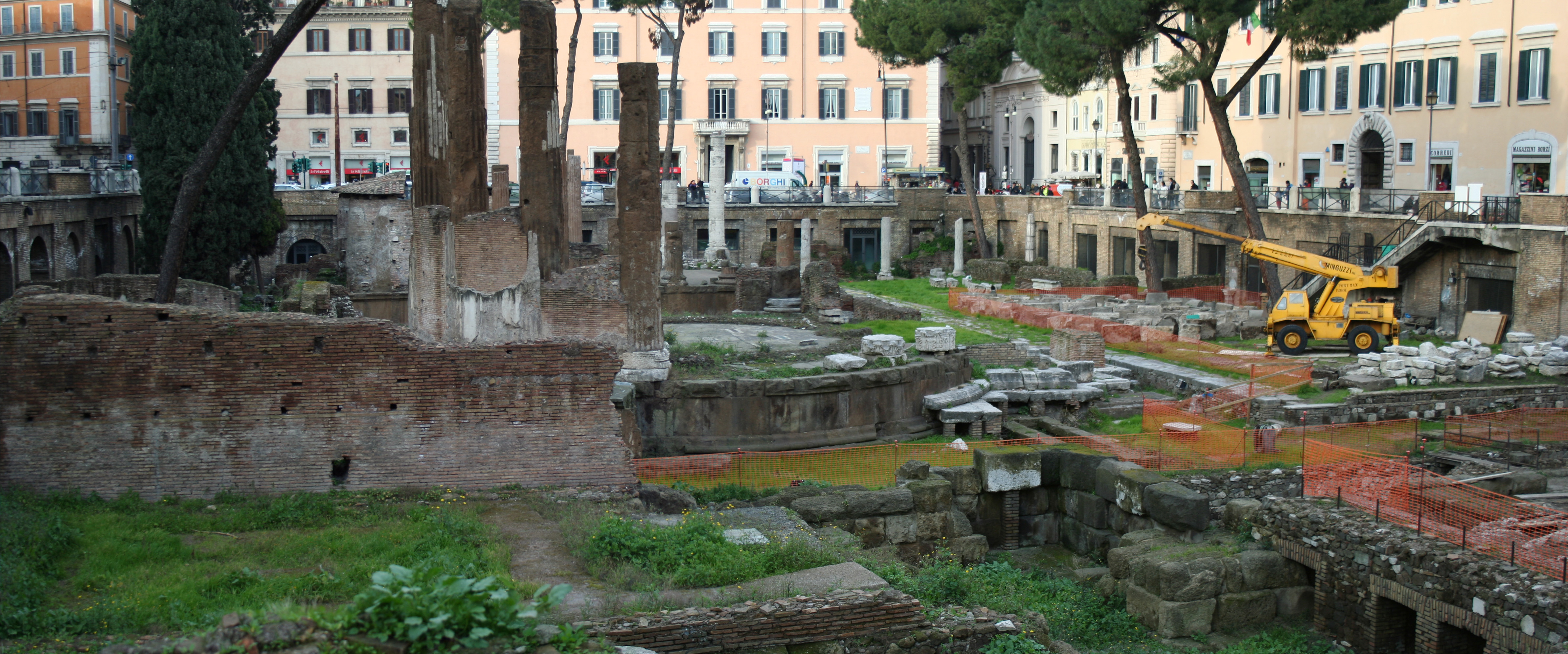
保存作業中のトッレ・アルジェンティーナ広場